# Braniște (gmina Daneți)
Braniște – wieś w Rumunii, w okręgu Dolj, w gminie Daneți. W 2011 roku liczyła 641 mieszkańców.